# Лубби, Август Янович
Август Янович Лубби (17 ноября 1877, волость Амбла, Ярвамаа — 19 апреля 1944, Амбла) — эстонский и российский политический деятель, депутат Государственной думы I созыва от Эстляндской губернии

## Биография
Эстонец, по происхождению из крестьян Ампельского прихода Вейсенштейнского уезда Эстляндской губернии. Сын местного школьного учителя Яана Мартовича Лубби (29.05.1847—11.09.1901) и его жены Луизы Юрьевны, урождённой Прунн (17.09.1851—16.07.1925).  Окончил Ревельское 4-классное городское училище. С 1899 года учитель в Эндельском волостном училище. Взял в аренду крестьянский участок. В 1906 году участвовал в создании Ампельского отделения Эстонского общества просвещения молодежи (Э.Н.К.С., эст. Eesti Noorsookasvatuse Selts) для строительства старшей средней школы.
14 апреля 1906 года избран в Государственную думу I созыва от съезда уполномоченных от волостей. Входил в эстонскую подгруппу группы Западных окраин. Трудовики в своём издании «Работы Первой Государственной Думы» указывают, что Лубби также входил и в кадетскую фракцию. Подписал законопроект «О гражданском равенстве». Выступил в Думе по законопроекту «Об отмене смертной казни».

## Семья
- Сестра — Анна Мария Элизабета в замужестве Кург (16.01.1871—?)[1]
- Брат — Иоханнес Лубби (4.06.1873—?)[1]
- Сестра — Паулина в замужестве Пралиц (Pauline Pralits, 9.05.1876—1943)[1]
- Сестра — Луиза Аманда Лубби (23.10.1879—9.11.1909)[1]
- Сестра — Алида Матильда Лубби (22.02.1884—18.08.1888)[1]
- Брат — Фридрих Леопольд Лубби (18.07.1885—31.08.1933)[1]
- Сестра — Ида Аврора в замужестве Вильде (Vilde, 2.12.1888—?), псевдоним "Wilde"[1]
- Брат — Херманн Вольдемар Лубби (4.01.1893—27.03.1909)[1]

### Рекомендуемые источники
- Suusõnaline traditsioon - 1917. a. revolutsioon
- August Lubi mälestused  "Esimese Vene Riigiduuma päevilt"  (1938) // Venestamine Eestis 1880-1917 Dokumente ja materjale. Tallinn 1997, p. 69-70.

## Комментарии
1. ↑  Существуют некоторые расхождения в датах рождения: сайт Geni.com предлагает дату 4.11.1877[1], что по новому стилю соответствует 16.11.1877, в юбилейной статье в газете "Postimees" приведена дата 19 ноября 1877.